# Anabarhynchus exiguus
Anabarhynchus exiguus är en tvåvingeart som beskrevs av Frederick Wollaston Hutton 1901. Anabarhynchus exiguus ingår i släktet Anabarhynchus och familjen stilettflugor. Inga underarter finns listade i Catalogue of Life.